# Championnats de France de triathlon 2017
Navigation
2016 2018
Les championnats de France de triathlon 2017  se sont déroulés à Quiberon, le dimanche 3 septembre 2017.
Le support est une étape du championnat de France des clubs de 1re division, le Grand Prix de triathlon de la F.F.TRI.

## Résumé de course
Dorian Coninx remporte son premier titre de champion de France sur courte distance. Il s'impose sur l'épreuve de distance S lors de l'étape du Grand Prix de triathlon à laquelle il participe en tant que sociétaire de  Poissy Triathlon et qui sert également de support aux championnats de France. Il passe la ligne d'arrivée en vainqueur à l'issue d'un sprint avec le Norvégien Kristian Blummenfelt représentant l'E.C Sartrouville Triathlon.
Chez les féminines, Cassandre Beaugrand, s'impose pour la seconde fois, elle remporte par la même occasion le titre dans la catégorie U23 (espoir). Cette victoire supplémentaire conforte l'équipe féminine de Poissy Triathlon dans son avance sur le championnat féminin de 1er division.

## Palmarès
Les tableaux présentent le « Top 10 » hommes et femmes des catégories élites,.
|                    | Triathlète       | Temps       |
| ------------------ | ---------------- | ----------- |
| Médaille d'or      | Dorian Coninx    | 48 min 39 s |
| Médaille d'argent  | Pierre Le Corre  | 48 min 39 s |
| Médaille de bronze | Aurélien Raphaël | 49 min 10 s |
| 4                  | Raphaël Montoya  | 49 min 17 s |
| 5                  | Anthony Pujades  | 49 min 30 s |
| 6                  | Vincent Luis     | 49 min 38 s |
| 7                  | Raoul Schaw      | 50 min 4 s  |
| 8                  | Léo Bergère      | 50 min 24 s |
| 9                  | Brice Daubord    | 50 min 34 s |
| 10                 | Jérémy Quindos   | 50 min 42 s |

|                    | Triathlète          | Temps          |
| ------------------ | ------------------- | -------------- |
| Médaille d'or      | Cassandre Beaugrand | 55 min 7 s     |
| Médaille d'argent  | Léonie Périault     | 55 min 44 s    |
| Médaille de bronze | Émilie Morier       | 55 min 56 s    |
| 4                  | Mathilde Gautier    | 55 min 57 s    |
| 5                  | Jeanne Lehair       | 55 min 58 s    |
| 6                  | Justine Guérard     | 56 min 1 s     |
| 7                  | Emmie Charayron     | 56 min 30 s    |
| 8                  | Célia Merle         | 57 min 32 s    |
| 9                  | Lucie Picard        | 59 min 8 s     |
| 10                 | Margot Garabedian   | 1 h 1 min 11 s |

## Note et référence
1. ↑  « Grand Prix de Triathlon 2017 : Double enjeu à Quiberon – 2 septembre 2017 », sur trimax-mag.com, 30 août 2017 (consulté le 1er septembre 2017).
2. ↑  Olivier Berraud, « GP Quiberon hommes : Coninx et Poissy, grands gagnants du jour », sur redaction.triathlete.fr, 2 septembre 2017 (consulté le 2 septembre 2017).
3. ↑  Olivier Berraud, « GP Quiberon femmes : nouveau succès de Poissy, 2e titre national pour Beaugrand », sur redaction.triathlete.fr, 2 septembre 2017 (consulté le 2 septembre 2017).
4. ↑  « Resultats championnat de France - Hommes » [PDF], sur breizhchrono.com (consulté le 3 septembre 2017).
5. ↑  « Resultats championnat de France - Femmes » [PDF], sur breizhchrono.com (consulté le 3 septembre 2017).